# Кубок Ахань Туншань
Кубок Ахань Туншань (кит. трад. 阿含桐山杯, пиньинь Āhán Tóngshān Bēi) — один из основных китайских турниров по игре го с быстрым контролем времени, организованный китайской федерацией интеллектуальных видов спорта Zhongguo Qiyuan и организацией Agon Shu; аналог японского соревнования Кубок Agon. Турнир проводится с 1999 года; призовой фонд составляет 15 000 юаней. К участию в соревнованиях помимо профессионалов допускаются игроки-любители (всего 144 профессионала и 8 любителей). Турнир проводится по олимпийской системе.

## Обладатели кубка
| Игрок       | Год                    |
| ----------- | ---------------------- |
| Ма Сяочунь  | 1999                   |
| Чжоу Хэян   | 2000, 2004             |
| Лю Цзин     | 2001                   |
| Юй Бинь     | 2002                   |
| Гу Ли       | 2003, 2005, 2008, 2012 |
| Лю Син      | 2006, 2007             |
| Сунь Тэнъюй | 2009                   |
| Цю Цзюнь    | 2010                   |
| Пяо Вэньяо  | 2011                   |
| Лянь Сяо    | 2013                   |